# Gelliodes spinosella
Gelliodes spinosella är en svampdjursart som beskrevs av Thiele 1899. Gelliodes spinosella ingår i släktet Gelliodes och familjen Niphatidae. Inga underarter finns listade i Catalogue of Life.